# Judo-Europameisterschaften 1990
Die Judo-Europameisterschaften 1990 fanden vom 10. bis zum 13. Mai in der Ballsporthalle Höchst in Frankfurt am Main statt. Davor hatten in der Bundesrepublik Deutschland zuletzt die Europameisterschaften der Männer 1977 in Ludwigshafen am Rhein und die Europameisterschaften der Frauen 1984 in Pirmasens stattgefunden. Die Judoka aus der Bundesrepublik gewannen 1990 drei Goldmedaillen, nachdem sie im Jahr zuvor ohne Titel geblieben waren. Zum letzten Mal am Start war die Mannschaft aus der DDR. 
Baschir Warajew im Halbmittelgewicht und Catherine Arnaud im Leichtgewicht gewannen zum vierten Mal in Folge, Bruno Carabetta im Halbleichtgewicht zum dritten Mal und Cécile Nowak im Superleichtgewicht zum zweiten Mal.

## Ergebnisse

### Männer
| Gewichtsklasse                 | Gold               | Silber              | Bronze                                           |
| ------------------------------ | ------------------ | ------------------- | ------------------------------------------------ |
| Superleichtgewicht (bis 60 kg) | Philippe Pradayrol | Nigel Donohue       | Pawel Botew Amiran Totikaschwili                 |
| Halbleichtgewicht (bis 65 kg)  | Bruno Carabetta    | Udo Quellmalz       | Stelian Patrascu Philip Laats                    |
| Leichtgewicht (bis 71 kg)      | Guido Schumacher   | Jorma Korhonen      | Bertalan Hajtós Wiesław Błach                    |
| Halbmittelgewicht (bis 78 kg)  | Baschir Warajew    | Zsolt Zsoldos       | Bertrand Amoussou-Guenou Iulian Rusu             |
| Mittelgewicht (bis 86 kg)      | Waldemar Legień    | Axel Lobenstein     | Densign White Fabien Canu                        |
| Halbschwergewicht (bis 95 kg)  | Stéphane Traineau  | Marc Meiling        | Frank Borkowski Koba Kurtanidse                  |
| Schwergewicht (über 95 kg)     | Sergei Kossorotow  | Harry Van Barneveld | Frank Möller Marian Grozea                       |
| Offene Klasse                  | László Tolnai      | Harry Van Barneveld | Dawit Chachaleischwili Alexander von der Groeben |

### Frauen
| Gewichtsklasse                 | Gold                | Silber          | Bronze                                 |
| ------------------------------ | ------------------- | --------------- | -------------------------------------- |
| Superleichtgewicht (bis 48 kg) | Cécile Nowak        | Karen Briggs    | Jana Perlberg Giovanna Tortora         |
| Halbleichtgewicht (bis 52 kg)  | Sharon Rendle       | Katalin Parragh | Christel Deliège Fabienne Boffin       |
| Leichtgewicht (bis 56 kg)      | Catherine Arnaud    | Gudrun Hausch   | Nicole Flagothier Nicola Fairbrother   |
| Halbmittelgewicht (bis 61 kg)  | Begoña Gómez        | Diane Bell      | Gabriele Ritschel Susann Singer        |
| Mittelgewicht (bis 66 kg)      | Alexandra Schreiber | Kate Howey      | Marimar Alcíbar Claire Lecat           |
| Halbschwergewicht (bis 72 kg)  | Karin Krüger        | Jelena Besowa   | Ulla Werbrouck Laetitia Meignan        |
| Schwergewicht (über 72 kg)     | Christine Cicot     | Regina Sigmund  | Maria Teresa Motta Monique van der Lee |
| Offene Klasse                  | Sharon Lee          | Nathalie Lupino | Monique Aarts Zwetana Bosilowa         |

## Medaillenspiegel
| Rang | Land                            | Gold | Silber | Bronze | Gesamt |
| ---- | ------------------------------- | ---- | ------ | ------ | ------ |
| 1    | Frankreich                      | 6    | 1      | 5      | 12     |
| 2    | BR Deutschland                  | 3    | 3      | 2      | 8      |
| 3    | Vereinigtes Königreich          | 2    | 4      | 2      | 8      |
| 4    | Sowjetunion                     | 2    | 1      | 3      | 6      |
| 5    | Ungarn                          | 1    | 2      | 1      | 4      |
| 6    | Spanien                         | 1    | –      | 1      | 2      |
| 6    | Polen                           | 1    | –      | 1      | 2      |
| 8    | Belgien                         | –    | 2      | 4      | 6      |
| 8    | Deutsche Demokratische Republik | –    | 2      | 4      | 6      |
| 10   | Finnland                        | -    | 1      | –      | 1      |
| 11   | Rumänien                        | -    | –      | 3      | 3      |
| 12   | Bulgarien                       | -    | –      | 2      | 2      |
| 12   | Italien                         | –    | –      | 2      | 2      |
| 12   | Niederlande                     | –    | -      | 2      | 2      |
|      | Total                           | 16   | 16     | 32     | 64     |